# Fletcherimyia abdita
Fletcherimyia abdita är en tvåvingeart som beskrevs av Thomas Pape 1990. Fletcherimyia abdita ingår i släktet Fletcherimyia och familjen köttflugor. Inga underarter finns listade i Catalogue of Life.